# Calificările pentru Campionatul Mondial de Fotbal 2018 (UEFA) – Grupa E
Grupa E este una din cele 9 grupe UEFA din calificările pentru Campionatul Mondial de Fotbal 2018. Din această grupă fac parte:  România,  Danemarca,  Polonia,  Muntenegru,  Armenia și  Kazahstan. 
Tragerea la sorți pentru prima fază (faza grupelor), a avut loc pe 25 iulie 2015, la Palatul Konstinovsky din orașul Sankt Petersburg, Rusia.
Câstigatorii de grupe se vor califica direct pentru Campionatul Mondial de Fotbal 2018. Cele mai bune echipe de pe locul doi se vor califica în play-off.

## Clasament
| Loc | Echipa         | MJ | V | E | Î | GM | GP | DG  | Pct | Calificare                                       |
| --- | -------------- | -- | - | - | - | -- | -- | --- | --- | ------------------------------------------------ |
| 1   | Polonia (Q)    | 10 | 8 | 1 | 1 | 28 | 14 | +14 | 25  | Calificare la Campionatul Mondial de Fotbal 2018 |
| 2   | Danemarca (A)  | 10 | 6 | 2 | 2 | 20 | 8  | +12 | 20  | Posibil Runda secundă                            |
| 3   | Muntenegru (E) | 10 | 5 | 1 | 4 | 20 | 12 | +8  | 16  |                                                  |
| 4   | România (E)    | 10 | 3 | 4 | 3 | 12 | 10 | +2  | 13  |                                                  |
| 5   | Armenia (E)    | 10 | 2 | 1 | 7 | 10 | 26 | −16 | 7   |                                                  |
| 6   | Kazahstan (E)  | 10 | 0 | 3 | 7 | 6  | 26 | −20 | 3   |                                                  |

1. ↑  Cele mai bune echipe de pe locul doi se vor califica în play-off.

## Meciurile
Meciurile au fost confirmate de UEFA la 26 iulie 2015, în ziua următoare extragerii.
| Danemarca   | 1–0                         | Armenia |
| ----------- | --------------------------- | ------- |
| Eriksen 17' | Report (FIFA) Report (UEFA) |         |

| Kazahstan              | 2–2                         | Polonia                            |
| ---------------------- | --------------------------- | ---------------------------------- |
| Khizhnichenko 51', 58' | Report (FIFA) Report (UEFA) | Kapustka 9' Lewandowski 35' (pen.) |

| România  | 1–1                         | Muntenegru  |
| -------- | --------------------------- | ----------- |
| Popa 85' | Report (FIFA) Report (UEFA) | Jovetić 87' |

| Armenia | 0–5                         | România                                                     |
| ------- | --------------------------- | ----------------------------------------------------------- |
|         | Report (FIFA) Report (UEFA) | Stancu 4' (pen.) Popa 10' Marin 12' Stanciu 29' Chipciu 60' |

| Muntenegru                                                   | 5–0                         | Kazahstan |
| ------------------------------------------------------------ | --------------------------- | --------- |
| Tomašević 24' Vukčević 59' Jovetić 64' Bećiraj 73' Savić 78' | Report (FIFA) Report (UEFA) |           |

| Polonia                          | 3–2                         | Danemarca                   |
| -------------------------------- | --------------------------- | --------------------------- |
| Lewandowski 20', 36' (pen.), 48' | Report (FIFA) Report (UEFA) | Glik 49' (aut.) Poulsen 69' |

| Kazahstan | 0–0                         | România |
| --------- | --------------------------- | ------- |
|           | Report (FIFA) Report (UEFA) |         |

| Danemarca | 0–1                         | Muntenegru  |
| --------- | --------------------------- | ----------- |
|           | Report (FIFA) Report (UEFA) | Bećiraj 32' |

| Polonia                             | 2–1                         | Armenia      |
| ----------------------------------- | --------------------------- | ------------ |
| Mkoyan 48' (aut.) Lewandowski 90+5' | Report (FIFA) Report (UEFA) | Pizzelli 50' |

| Armenia                                      | 3–2                         | Muntenegru                |
| -------------------------------------------- | --------------------------- | ------------------------- |
| A. Grigoryan 50' Haroyan 74' Ghazaryan 90+4' | Report (FIFA) Report (UEFA) | Kojašević 36' Jovetić 38' |

| Danemarca                                            | 4–1                         | Kazahstan      |
| ---------------------------------------------------- | --------------------------- | -------------- |
| Cornelius 15' Eriksen 36' (pen.), 90+2' Ankersen 78' | Report (FIFA) Report (UEFA) | Suyumbayev 17' |

| România | 0–3                         | Polonia                                    |
| ------- | --------------------------- | ------------------------------------------ |
|         | Report (FIFA) Report (UEFA) | Grosicki 11' Lewandowski 83', 90+1' (pen.) |

| Armenia                    | 2–0                         | Kazahstan |
| -------------------------- | --------------------------- | --------- |
| Mkhitaryan 73' Özbiliz 75' | Report (FIFA) Report (UEFA) |           |

| Muntenegru | 1–2                         | Polonia                      |
| ---------- | --------------------------- | ---------------------------- |
| Mugoša 63' | Report (FIFA) Report (UEFA) | Lewandowski 40' Piszczek 82' |

| România | 0–0                         | Danemarca |
| ------- | --------------------------- | --------- |
|         | Report (FIFA) Report (UEFA) |           |

| Kazahstan | 1–3                         | Danemarca                                    |
| --------- | --------------------------- | -------------------------------------------- |
| Kuat 76'  | Report (FIFA) Report (UEFA) | Jørgensen 27' Eriksen 51' (pen.) Dolberg 81' |

| Muntenegru                       | 4–1                         | Armenia    |
| -------------------------------- | --------------------------- | ---------- |
| Bećiraj 2' Jovetić 28', 54', 82' | Report (FIFA) Report (UEFA) | Koryan 89' |

| Polonia                                 | 3–1                         | România    |
| --------------------------------------- | --------------------------- | ---------- |
| Lewandowski 29' (pen.), 57', 62' (pen.) | Report (FIFA) Report (UEFA) | Stancu 77' |

| Kazahstan | 0–3                         | Muntenegru                        |
| --------- | --------------------------- | --------------------------------- |
|           | Report (FIFA) Report (UEFA) | Vešović 31' Bećiraj 53' Simić 63' |

| Danemarca                                           | 4–0                         | Polonia |
| --------------------------------------------------- | --------------------------- | ------- |
| Delaney 15' Cornelius 42' Jørgensen 59' Eriksen 80' | Report (FIFA) Report (UEFA) |         |

| România     | 1–0                         | Armenia |
| ----------- | --------------------------- | ------- |
| Maxim 90+1' | Report (FIFA) Report (UEFA) |         |

| Armenia   | 1–4                         | Danemarca                           |
| --------- | --------------------------- | ----------------------------------- |
| Koryan 6' | Report (FIFA) Report (UEFA) | Delaney 16', 81', 90+3' Eriksen 29' |

| Muntenegru  | 1–0                         | România |
| ----------- | --------------------------- | ------- |
| Jovetić 75' | Report (FIFA) Report (UEFA) |         |

| Polonia                                   | 3–0                         | Kazahstan |
| ----------------------------------------- | --------------------------- | --------- |
| Milik 11' Glik 74' Lewandowski 86' (pen.) | Report (FIFA) Report (UEFA) |           |

| Armenia           | 1–6                         | Polonia                                                             |
| ----------------- | --------------------------- | ------------------------------------------------------------------- |
| Hambardzumyan 39' | Report (FIFA) Report (UEFA) | Grosicki 2' Lewandowski 18', 25', 64' Błaszczykowski 58' Wolski 89' |

| Muntenegru | 0–1                         | Danemarca   |
| ---------- | --------------------------- | ----------- |
|            | Report (FIFA) Report (UEFA) | Eriksen 16' |

| România                            | 3–1                         | Kazahstan    |
| ---------------------------------- | --------------------------- | ------------ |
| Budescu 33', 38' (pen.) Keșerü 73' | Report (FIFA) Report (UEFA) | Turysbek 82' |

| Danemarca          | 1–1                         | România  |
| ------------------ | --------------------------- | -------- |
| Eriksen 59' (pen.) | Report (FIFA) Report (UEFA) | Deac 88' |

| Kazahstan    | 1–1                         | Armenia        |
| ------------ | --------------------------- | -------------- |
| Turysbek 62' | Report (FIFA) Report (UEFA) | Mkhitaryan 26' |

| Polonia                                                        | 4–2                         | Muntenegru              |
| -------------------------------------------------------------- | --------------------------- | ----------------------- |
| Mączyński 6' Grosicki 16' Lewandowski 86' Stojković 89' (aut.) | Report (FIFA) Report (UEFA) | Mugoša 78' Vukčević 83' |

## Marcatori
Au fost marcate 96 goluri în 30 meciuri.
16 goluri
- Robert Lewandowski

8 goluri
- Christian Eriksen

7 goluri
- Stevan Jovetić

4 goluri
- Thomas Delaney
- Fatos Bećiraj

3 goluri
- Kamil Grosicki

2 goluri
- Ruslan Koryan
- Henrikh Mkhitaryan
- Andreas Cornelius
- Nicolai Jørgensen
- Sergei Khizhnichenko
- Bauyrzhan Turysbek
- Stefan Mugoša
- Nikola Vukčević
- Constantin Budescu
- Bogdan Stancu
- Adrian Popa

1 gol
- Gevorg Ghazaryan
- Artak Grigoryan
- Hovhannes Hambardzumyan
- Varazdat Haroyan
- Aras Özbiliz
- Marcos Pizzelli
- Peter Ankersen
- Kasper Dolberg
- Yussuf Poulsen
- Islambek Kuat
- Gafurzhan Suyumbayev
- Damir Kojašević
- Stefan Savić
- Marko Simić
- Žarko Tomašević
- Marko Vešović
- Jakub Błaszczykowski
- Kamil Glik
- Bartosz Kapustka
- Krzysztof Mączyński
- Arkadiusz Milik
- Łukasz Piszczek
- Rafał Wolski
- Alexandru Chipciu
- Ciprian Deac
- Claudiu Keșerü
- Răzvan Marin
- Alexandru Maxim
- Nicolae Stanciu

1 autogol
- Hrayr Mkoyan (Jucând contra Poloniei)
- Filip Stojković (Jucând contra Poloniei)
- Kamil Glik (Jucând contra Danemarcei)